# Турдаково (Ардатовський район)
Турда́ково (рос. Турдаково, ерз. Тордаквеле) — село у складі Ардатовського району Мордовії, Росія. Входить до складу Рідкодубського сільського поселення.

## Населення
Населення — 318 осіб (2010; 312 у 2002).
Національний склад (станом на 2002 рік):
- ерзяни — 86 %